# Ceratina quadripunctata
Ceratina quadripunctata är en biart som beskrevs av Wu 2000. Ceratina quadripunctata ingår i släktet märgbin, och familjen långtungebin. Inga underarter finns listade i Catalogue of Life.